# Mujeres en la prehistoria

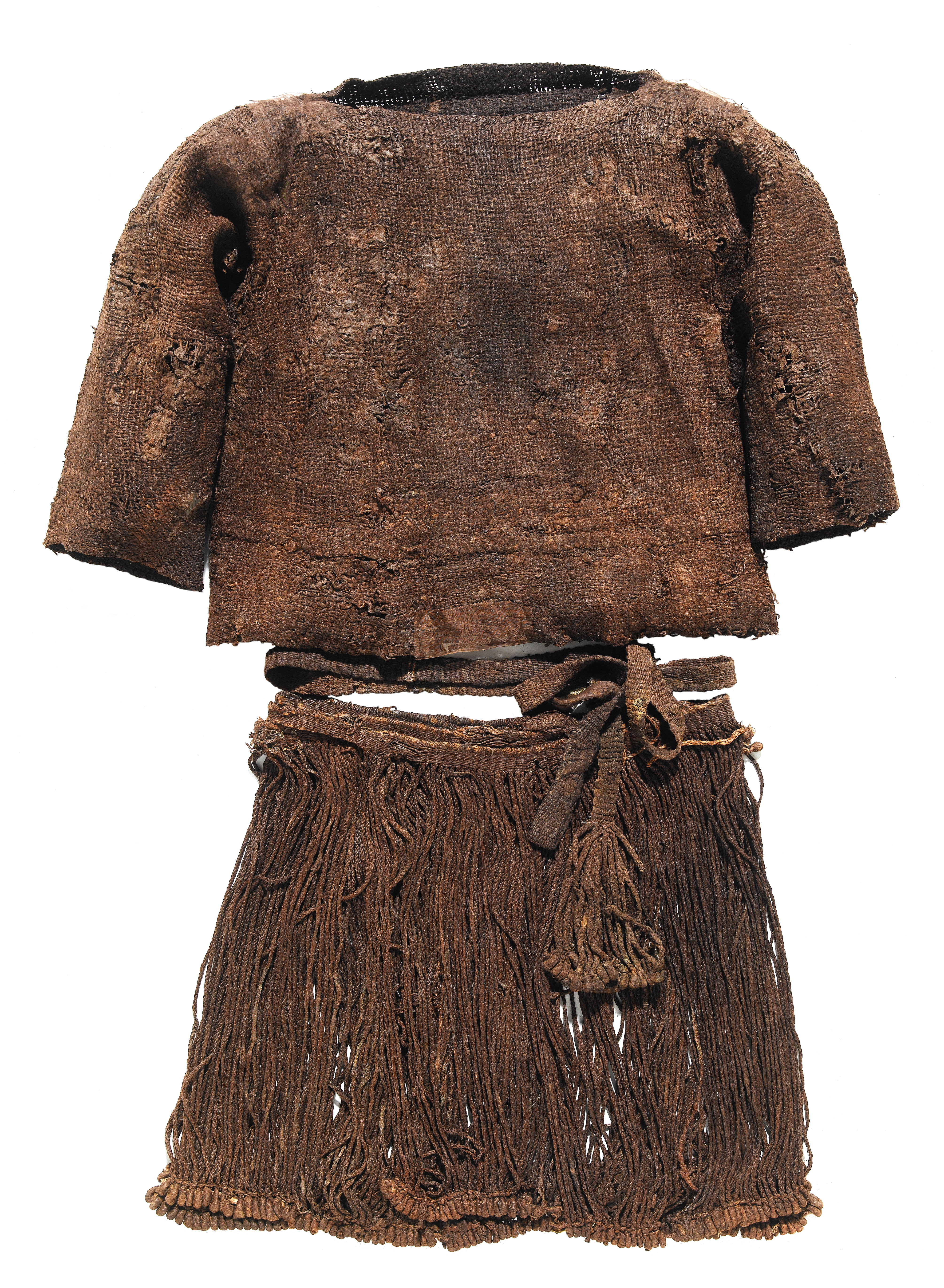
Ropa funeraria de la chica de Egtved, c. 1370 BC.

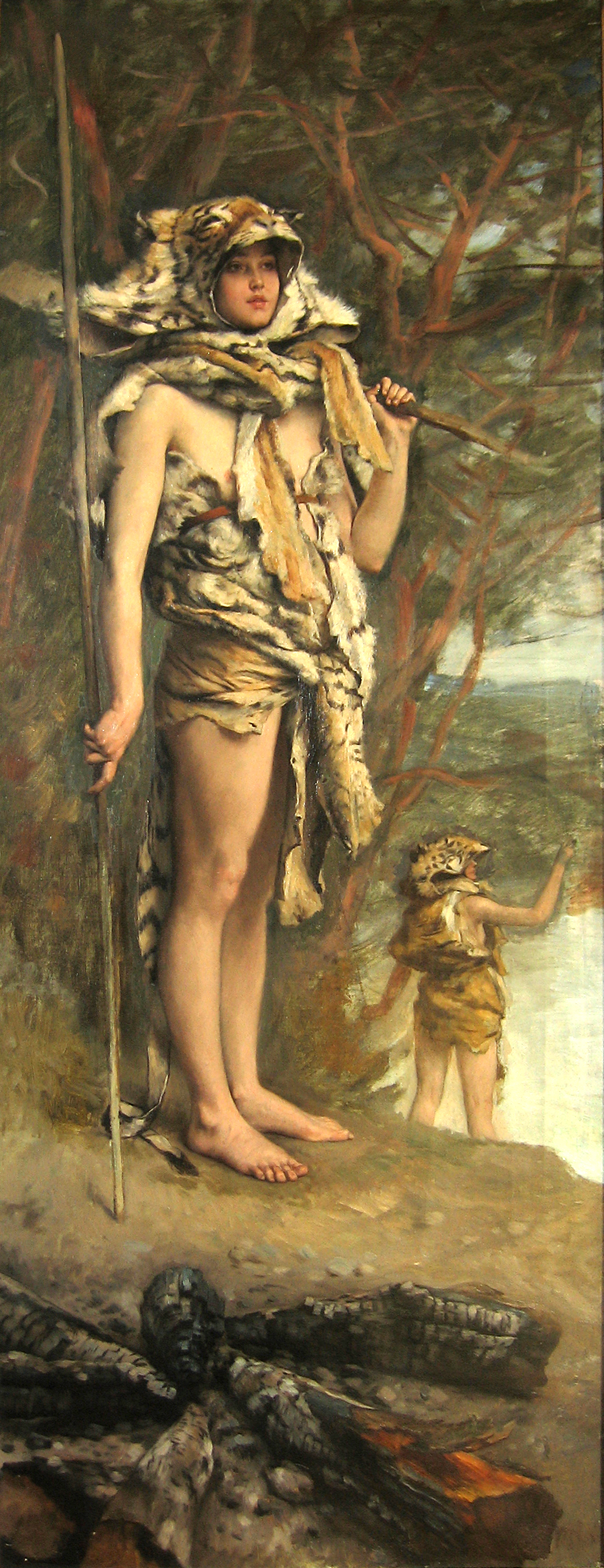
Representación popular de mujeres antediluvianas de James Tissot.

Se ha dedicado una gran cantidad de investigaciones sobre la prehistoria al papel de la mujer en la sociedad preliteraria. Se cree que las tareas típicamente realizadas por mujeres formaron una importante división sexual del trabajo en relación con la crianza de los hijos, la recolección y otras ocupaciones cotidianas. Sin embargo, investigaciones más recientes han sugerido que las mujeres también desempeñaban un papel activo en la caza y otras actividades físicas en lugar de los roles exclusivamente domésticos que tradicionalmente desempeñaban las mujeres en las civilizaciones literarias.
El estudio de las mujeres prehistóricas es de particular interés para la arqueología feminista y la arqueología de género, que busca desafiar los supuestos androcentrismos de la arqueología convencional.

## Antropología

### Matriarcado y matrilinealidad
Un importante punto de controversia en toda la antropología desde principios del siglo XIX fue la diferencia, si la hubiera, en el estatus social entre las mujeres prehistóricas y contemporáneas. Los primeros pensadores socialistas como Lewis H. Morgan, Friedrich Engels o August Bebel equipararon abiertamente la matrilinealidad con el comunismo primitivo y la patrilinealidad con el individualismo, la opresión y la propiedad privada. Estas escuelas solían argumentar que, debido a la falta de una línea definitiva de ascendencia paterna sin una monandría socialmente impuesta, las sociedades prehistóricas practicaban la maternidad matrifocal y comunitaria.
Ideas similares surgirían durante la segunda ola del feminismo con el aumento del estudio de la matrilocalidad y la religión matriarcal, como la teoría de Marija Gimbutas de una «Vieja Europa» matrista e igualitaria que más tarde fue superada y conquistada por los protoindoeuropeos patriarcales y expansionistas. Tales interpretaciones siguen siendo muy controvertidas hasta el día de hoy debido a percepciones de sesgo político o falta de evidencia material, pero han sido defendidas por figuras notables como el antropólogo Chris Knight, quien en cambio criticó lo que vio como intentos funcionalistas ad hoc de minimizar las tradiciones matrilineales obvias en las sociedades tribales contemporáneas.

### Mujer recolectora versus mujer cazadora
A partir de la década de 1970, la perspectiva científica dominante sobre los roles de género en las sociedades cazadoras-recolectoras fue la de un modelo denominado «hombre cazador, mujer recolectora». Acuñado por los antropólogos Richard Borshay Lee e Irven DeVore en 1968, argumentaba, basándose en evidencia que ahora se considera incompleta, que los recolectores contemporáneos mostraban una clara división del trabajo entre mujeres y hombres. Evidencia más reciente recopilada por investigadores como Sarah Lacy y Cara Ocobock ha encontrado una falta de preferencias concluyentes por los roles de género entre las sociedades modernas de cazadores-recolectores. Investigaciones arqueológicas recientes realizadas por el antropólogo y arqueólogo Steven Kuhn sugieren que la división sexual del trabajo no existía antes del Paleolítico superior (hace 50 000 y 10 000 años) y se desarrolló relativamente recientemente en la historia de la humanidad.
Lacy y Ocobock, en particular, destacaron el papel del estrógeno en las posibles contribuciones de las mujeres a la supervivencia cotidiana en las sociedades prehistóricas; Contrariamente a la creencia popular, la testosterona sólo afecta significativamente el desarrollo de las fibras musculares tipo 2 en comparación con el estrógeno, que en cambio afecta principalmente el desarrollo de las fibras tipo 1. Los músculos tipo 2 mejoran las actividades de «potencia» a corto plazo, como el levantamiento de pesas o el lanzamiento de lanzas; sin embargo, los músculos tipo 1 mejoran las actividades «maratonianas» a largo plazo basadas en la resistencia física. Esta eficiencia energética significativamente mayor entre las mujeres es más sorprendente por la implicación de que la caza persistente, una técnica que se cree que ha constituido una de las principales ventajas evolutivas de los homínidos sobre sus presas, que de otro modo serían mucho más móviles, de hecho habría sido más fácil de realizar para las mujeres que para las mujeres. hombres.

## Cultura material

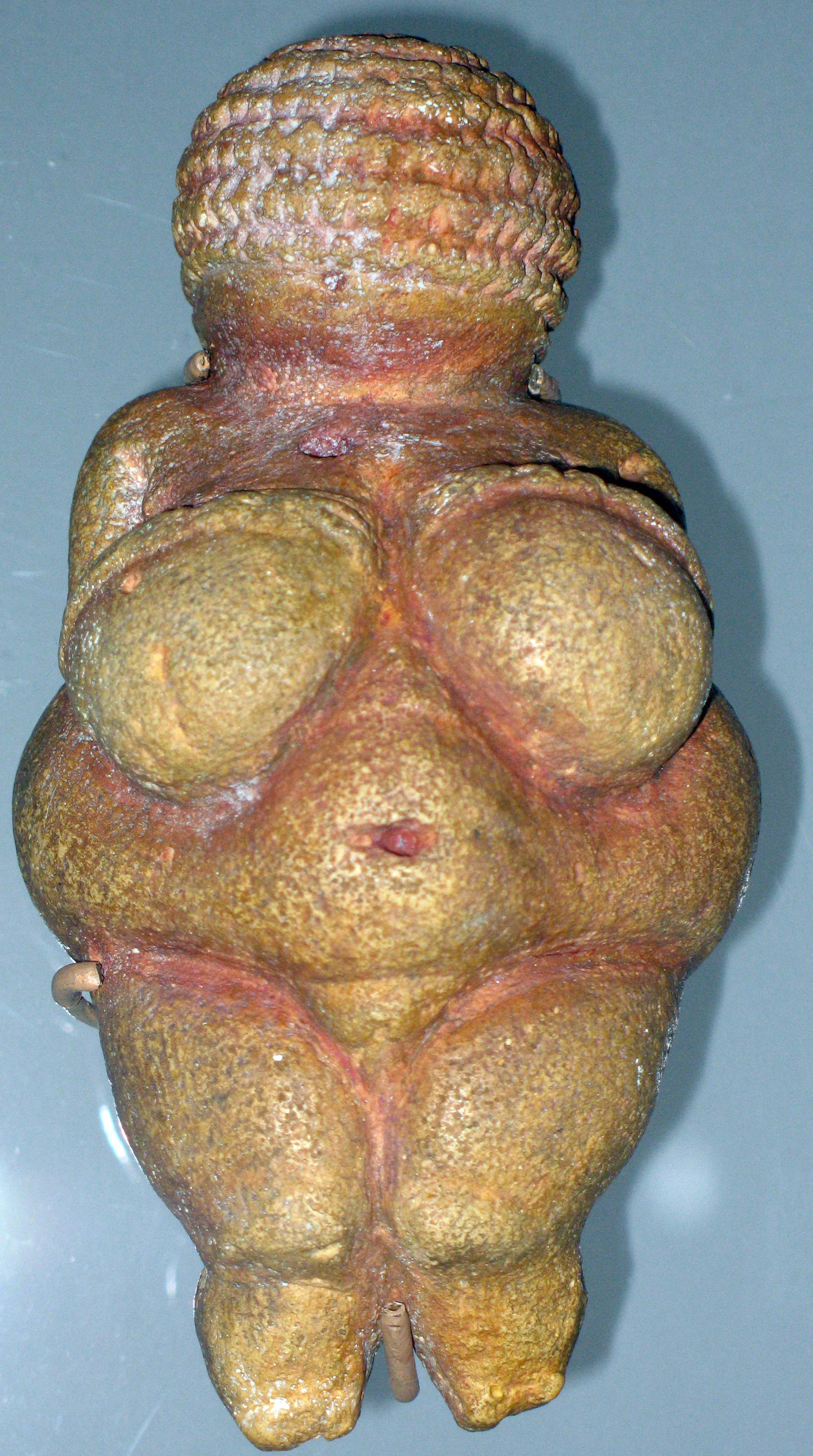
La Venus de Willendorf, c. 23 000 BC.

### Arte prehistórico
La época del Paleolítico superior se caracteriza por exhibir una gran cantidad de representaciones artísticas de mujeres, que generalmente se agrupan bajo el término de figurillas de Venus como algunas de las primeras obras de la cultura humana en la historia. Las figuras de Venus se caracterizan por sus características sexuales exageradas, comúnmente tomadas como símbolos de fertilidad y sexualidad, e incluyen la representación más antigua conocida de un ser humano; Conocida como la Venus de Hohle Fels, el antropólogo Nicholas Conard la describe como «sobre el sexo, la reproducción... [es] una descripción extremadamente poderosa de la esencia de ser mujer». Otras figuras notables incluyen las Venus de Willendorf, Dolní Věstonice y Moravany, todas las cuales se distinguen por centrarse en las caderas, los senos y el estómago. Los ejemplos se centran generalmente en Europa, habitada en ese momento por culturas de Cromagnon relativamente avanzadas, aunque el término se ha aplicado en lugares tan lejanos como Siberia. Motivos similares de épocas posteriores incluyen el Potnia Theron, que se encuentra en el antiguo Mediterráneo y el Cercano Oriente.
Algunas arqueólogas feministas, como Kaylea Vandewettering o Leroy McDermott, han criticado la mirada masculina implicada en la denominación y categorización de las Venus, cuyo nombre tiene su origen en la primera figurilla recuperada, la Vénus Impudique. Acuñada por su descubridor como la «Venus inmodesta», recibió su nombre tanto de las visiones europeas contemporáneas sobre el sexo como de una asociación percibida con la sexualidad y fertilidad atribuidas a la Venus romana, a pesar de que las culturas paleolíticas responsables precedieron a las religiones grecorromanas por milenios y nunca se llegó a un consenso materialmente fundamentado sobre el significado de las figurillas entre los investigadores.
McCoid y McDermott sugirieron que debido a la forma en que se representan estas figuras, como los senos grandes y la falta de pies y rostros, estas estatuas fueron hechas por mujeres que miraban sus propios cuerpos. Afirman que las mujeres durante el período no habrían tenido acceso a espejos para mantener proporciones precisas o representar los rostros o cabezas de las figurillas. La teoría sigue siendo difícil de probar o refutar, y Michael S. Bisson sugirió que se podrían haber utilizado alternativas, como los charcos, como espejos.

### Prácticas funerarias

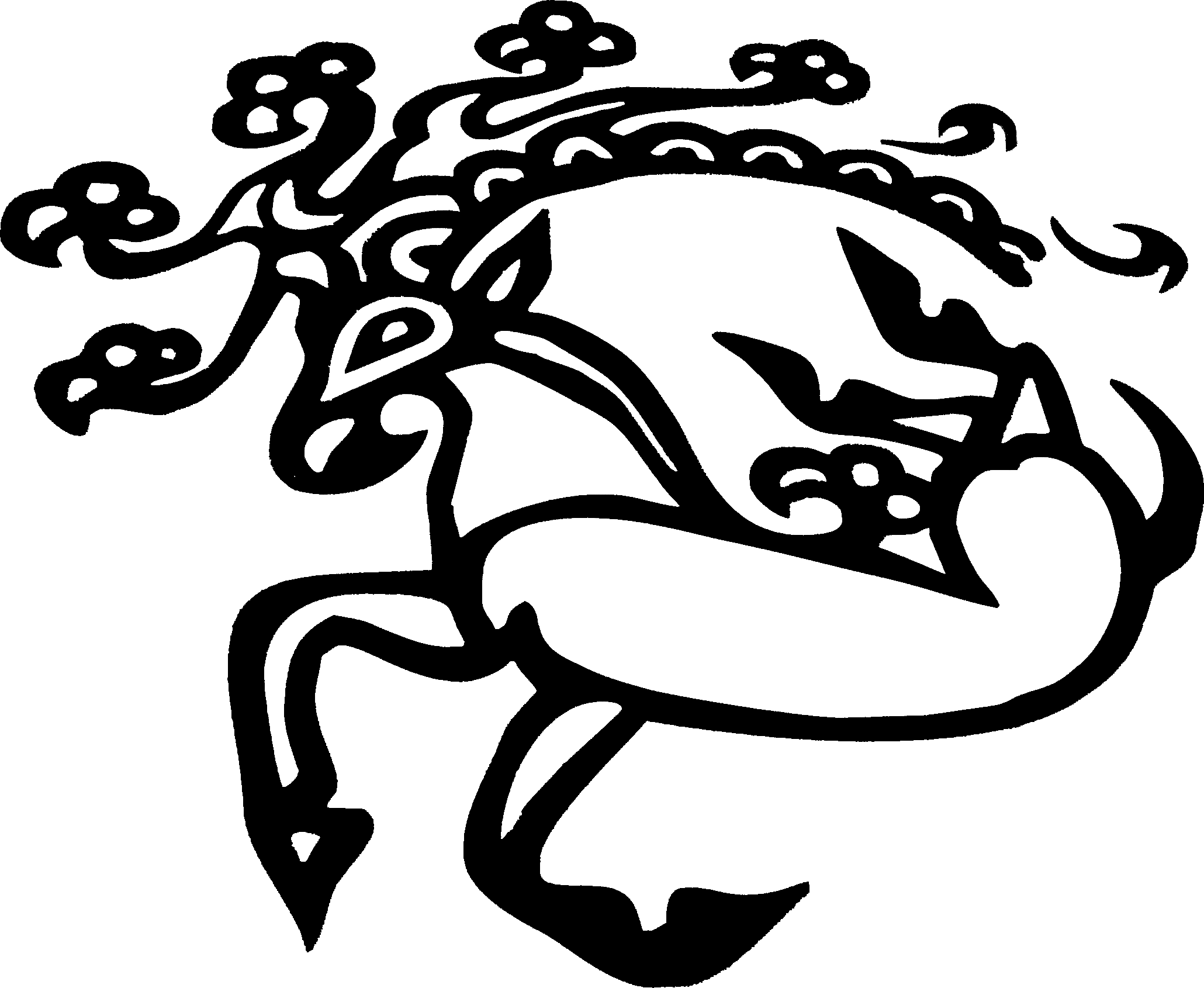
Diseño de tatuaje reconstruido a partir del brazo de la Princesa de Ukok, c. 500-400 BC.

Lacy y Ocobock afirmaron que los sitios de enterramiento del Paleolítico superior no demostraban ninguna diferencia entre el ajuar funerario o el trato póstumo otorgado a los hombres en comparación con las mujeres, lo que sugiere además una falta de «jerarquías sociales basadas en el sexo».
El registro arqueológico más general ha encontrado muchos ejemplos notables de tumbas lujosas y prácticas funerarias para mujeres, incluidos casos famosos como el de la chica de Egtved y la princesa de Ukok. Las excavaciones han arrojado una gran cantidad de ajuar funerario bien conservado, incluidos punzones, suministros medicinales, cosméticos, redecillas para el cabello y artículos decorativos diversos.

## Genética
Los investigadores también observaron que el receptor de estrógeno observado en los humanos es entre 1200 millones y 600 millones de años más antiguo que el receptor de andrógeno equivalente, lo que indica que probablemente tuvo un papel evolutivo importante en el desarrollo de los antepasados de la humanidad.
Se ha descubierto que la mezcla genética entre los neandertales y los humanos anatómicamente modernos muestra una clara diferencia entre sexos, y la falta total de ADN mitocondrial neandertal indica que los linajes híbridos supervivientes se originaron específicamente a partir de acoplamientos entre un hombre de Neanderthalensis y una mujer de Homo sapiens.

## Lectura adicional
- Gimbutas, Marija (1996). The Goddesses and Gods of Old Europe: Myths and Cult Images. University of California Press. ISBN 0-520-25398-1.
- «Paleolithic art» en la Enciclopedia Británica.
- Martín Casares, Aurelia. (2012) "Antropología del género: culturas, mitos y estereotipos sexuales", Cátedra, Valencia.

- Datos: Q124397944